# Bruno Langlois
Bruno Langlois, nascido a 1 de março de 1979 em Matane, é um ciclista canadiano. Estreiou como profissional na equipa Jittery Joe's-Kalahari em 2005.

## Palmarés
2006
- Tobago Cycling Classic, mais 1 etapa

2008
- 2.º no Campeonato do Canadá em Estrada

2010
- 1 etapa da Volta Independência Nacional
- 3.º no Campeonato do Canadá em Estrada

2012
- 2 etapas da Volta à Independência Nacional
- 1 etapa do Tour de Beauce
- 1 etapa do Tour de Guadalupe
- 2 etapas do Tour de Ruanda

2013
- 1 etapa da Volta Independência Nacional

2015
- 2 etapas do Grand Prix Cycliste de Saguenay

2016
- Campeonato do Canadá em Estrada

2018
- 1 etapa do Tour de Guadalupe